# Aéroport Albrecht-Dürer de Nuremberg
L'aéroport Albrecht-Dürer de Nuremberg (code IATA : NUE • code OACI : EDDN), officiellement Flughafen Nürnberg „Albrecht Dürer“, est un aéroport international situé à 4,5 km au nord du centre-ville de Nuremberg, en Allemagne. Il a été ouvert en 1955.

## Situation
| Berlin · Brandebourg EuroAirport Basel-Mulhouse-Freiburg Freiburg · City Brême Cassel Cologne · Bonn Dortmund Dresde Düsseldorf Erfurt Francfort-Hahn Francfort · sur-le-Main Friedrichshafen Hambourg Hanovre Heringsdorf Karlsruhe · Baden-Baden Leipzig Lübeck Memmingen Munich Münster · Osnabrück Nuremberg Paderborn · Lippstadt Rostock Sarrebruck Stuttgart Sylt Weeze Mannheim |

### Statistiques
Pour des raisons techniques, il est temporairement impossible d'afficher le graphique qui aurait dû être présenté ici.

Voir la requête brute et les sources sur Wikidata.

## Compagnies et destinations
| Compagnies                    | Destinations |
| ----------------------------- | --- |
| Aegean Airlines               | En saison : Athènes E.-Venizélos, Thessalonique-Makedonía |
| Air Cairo                     | En saison : Hurghada |
| Air France                    | Paris-Charles de Gaulle |
| Air Serbia                    | Belgrade-Nikola-Tesla |
| Austrian Airlines             | Vienne-Schwechat |
| British Airways               | Londres-Heathrow |
| Condor                        | En saison : Palma de Majorque |
| Corendon Airlines             | - Antalya, - Fuerteventura, - Hurghada, - Lanzarote-Arrecife, - Las Palmas/Gran Canaria, - Palma de Majorque, - Ténériffe-Sud Reine Sofia En saison : - Adana-Sakirpasa, - Ankara Esenboğa, - Bodrum-Milas, - Corfou-I. Kapodístrias, - Dalaman, - Héraklion-N. Kazantzákis, - Izmir-A. Menderes, - Kayseri-Erkilet, - Kos, - Larnaca, - Marsa Alam, - Rhodes-Diagoras |
| Dan Air                       | Brasov, Bremerhaven, Bucarest-H. Coandă |
| Eurowings                     | Palma de Majorque |
| Freebird Airlines             | En saison : Antalya |
| GP Aviation                   | En saison charter : Priština |
| KLM                           | Amsterdam |
| Lufthansa                     | Francfort |
| Pegasus Airlines              | Istanbul-S. Gökçen En saison : Antalya |
| Ryanair                       | - Alicante-Elche, - Banja Luka, - Bologne-Borgo Panigale, - Budapest-Ferenc Liszt, - Cracovie-Jean-Paul II, - Dublin, - Faro, - Londres-Stansted, - Madère-C. Ronaldo, - Malaga-Costa del Sol, - Naples-Capodichino, - Palma de Majorque, - Sofia-Vrajdebna, - Thessalonique-Makedonía, - Valence, - Venise - Marco Polo, - Vilnius En saison : - Bari-Karol Wojtyła, - Cagliari, - Corfou-I. Kapodístrias, - Gérone-Costa Brava, - Ibiza, - La Canée I.-Daskaloyánnis, - Lamezia Terme, - Palerme Falcone-Borsellino, - Ponta Delgada-Jean Paul II, - Porto-F. Sá-Carneiro, - Séville-San Pablo, - Ténériffe-Sud Reine Sofia, - Zadar |
| SmartLynx Airlines            | En saison charter : - Enfidha-Hammamet, - Fuerteventura, - Héraklion-N. Kazantzákis, - Hurghada, - Kos, - Las Palmas/Gran Canaria, - Rhodes-Diagoras |
| SunExpress                    | Antalya En saison : Izmir-A. Menderes |
| Swiss International Air Lines | Zurich |
| Turkish Airlines              | Istanbul |
| Vueling                       | Barcelone-El Prat |
| Wizz Air                      | - Bucarest-H. Coandă, - Cluj-Napoca, - Sibiu, - Skopje, - Tirana, - Tuzla, - Varna |

Édité le 05/12/2021. Actualisé le 19/03/2023.

## Accès

### Transports en commun
L'aéroport est desservi par la ligne U2 du métro de Nuremberg qui permet de rejoindre la gare centrale en douze minutes. L'aéroport est également desservi par les lignes d'autobus 32, 33 et N12 de la VAG.